# Voie intranasale

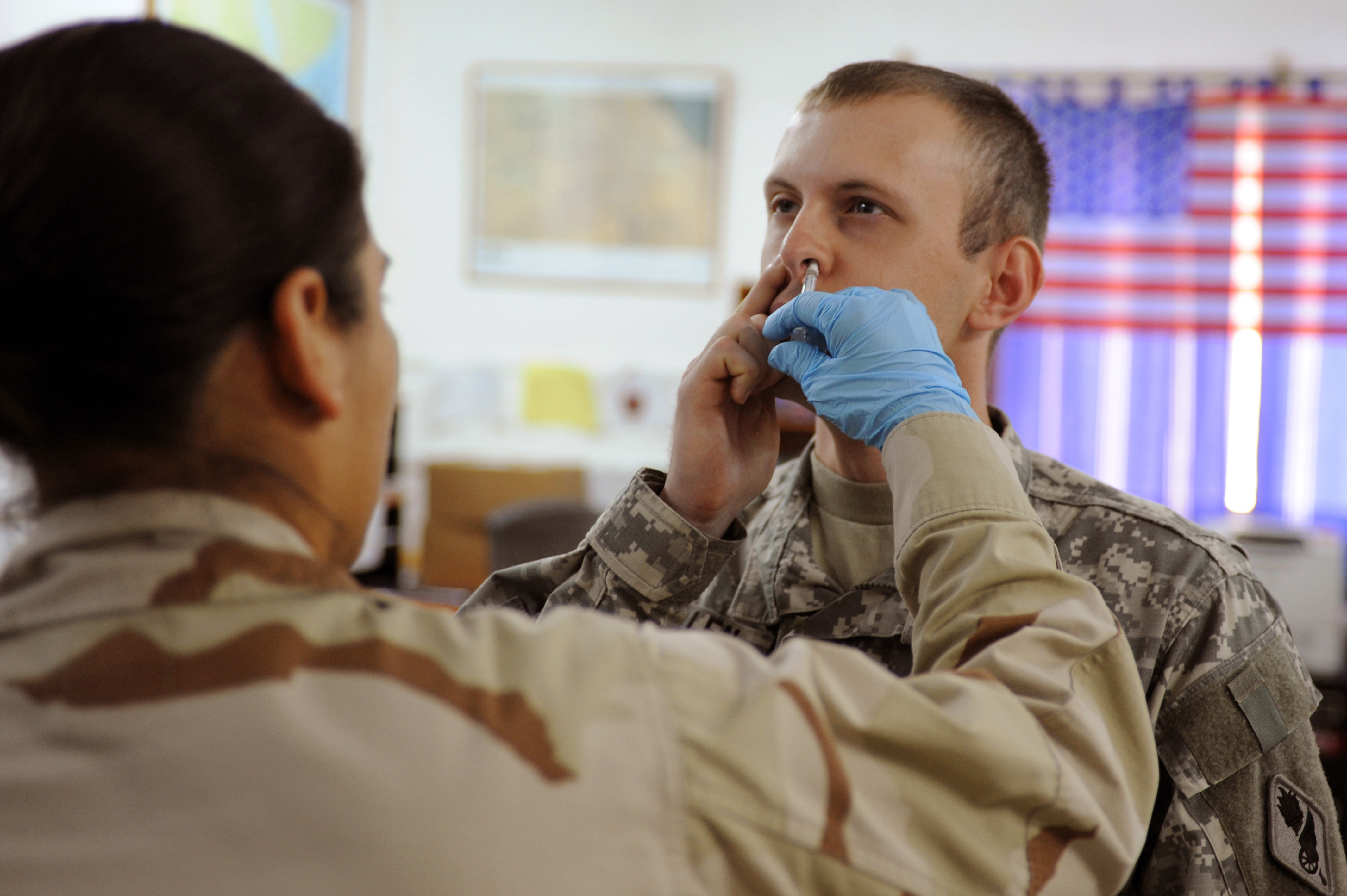
Voie intranasale

La voie intranasale est une voie d'administration de composés à actions pharmacologiques directement dans la cavité nasale du patient, par différents procédés (gouttes, spray, "exhalateur", etc.). Même si les applications de cette voie sont encore peu développées, elle permettrait un accès facilité aux systèmes respiratoire (cavité nasale, trachée et poumons), vasculaire (via l'irrigation de l'épithélium respiratoire) et nerveux (présence des nerfs trijumeaux et des nerfs olfactifs en contact de la cavité). Différents médicaments utilisant cette voie existent déjà pour traiter diverses conditions comme l'asthme, les allergies ou encore certaines maladies du système nerveux central (ex : la maladie d'Alzheimer). Cette voie est également de plus en plus utilisée pour administrer des vaccins car elle permet une grande facilité et rapidité de vaccination à travers une population (ex : Grippe A (H1N1) de 2009-2010).

## Drogues

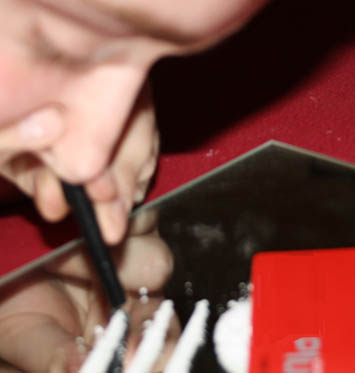
Homme sniffant de la cocaïne.

Cette voie d'administration est très commune pour les consommateurs de drogue (cocaïne majoritairement) car elle permet parfois un effet plus rapide et une meilleure biodisponibilité centrale, que la voie orale ou la voie intraveineuse (cette dernière présentant, de plus, un risque dans la manipulation des seringues).
Cette biodisponibilité avantageuse est due à la rapide diffusion de certains composés à travers la couche de mucus et de l'épithélium nasal qui conduit à une intégration facilitée dans le réseau vasculaire ou nerveux sous-jacent.

## Traitement des maladies du système nerveux central (SNC)
Un des avantages de cette voie intranasale est la possibilité d'accéder rapidement au cerveau en contournant la Barrière hémato-encéphalique (BHE). Cet accès existe par l'intermédiaire des nerfs olfactifs. En effet, les neurones récepteurs olfactifs sont les seuls neurones sensitifs qui présentent à la fois un contact avec le milieu extérieur (détection des molécules odorantes) et des afférences dans le Système Nerveux Central. Le composé administré par voie intranasale est ainsi susceptible de rejoindre l'épithélium olfactif (petite zone située au sommet de la cavité nasale chez l'homme), de diffuser à travers le mucus olfactifs puis, soit de s'intégrer directement dans les nerfs olfactifs, qui innervent cette zone, soit de diffuser dans l'espace périneural les entourant. De là, le composé remonte, par transport rétrograde ou diffusion, jusqu'au Bulbe Olfactif, contournant ainsi les défenses du cerveau (i.e. l'os de la boite crânienne et la BHE). Le composé est également susceptible d'emprunter les nerfs trijumeaux qui sont présents dans l'ensemble de l'épithélium nasal et de rejoindre par les mêmes mécanismes le système nerveux central, cette fois-ci par l'arrière, au niveau du pont reliant cerveau et moelle épinière.

## Limitations
Cette voie n'est pas sans défauts, puisque la cavité nasale présente un excellent système de défense contre les invasions du milieu extérieur (poussières, bactéries, virus, molécules chimiques, etc.). Le mucus sécrété par l'épithélium de la cavité contient une importante concentration d'enzymes de métabolisation et de protéolyse (ex: Cytochrome P450). De plus, il présente une population très variée d'anticorps. Enfin ce mucus est continuellement évacué vers l'arrière de la cavité et le système digestif ; ce phénomène s'appelle la clairance nasale. L'ensemble de ces éléments est susceptible de ralentir, de diminuer ou d'éliminer le médicament administré par voie intranasale.

## Dangers
Beaucoup de drogues habituellement insufflées, comme la cocaïne, peuvent causer des dommages à la cavité nasale et sont connues pour être responsables de la destruction du septum nasal. Cette lésion serait due aux effets délétères sur les vaisseaux sanguins de certaines drogues, diminuant l'apport d'oxygène et de nutriments vers cette zone.